# تقانة نانوية حيوية

علم التقانة الحيوية النانوية (بالإنجليزية:  Nanobiotechnology)‏ هو أحد فروع التقانة النانوية والذي يهتم بدراسة التطبيقات الحيوية والكيمياء الحيوية (البيوكيميائية) واستخداماتها. وغالبًا ما يختص علم التقانة النانوية الحيوية بدراسة العناصر الموجودة في الطبيعة بهدف تصنيع أجهزةٍ جديدةٍ.
كما يستخدم مصطلح علم التقانة النانوية الحيوية bionanotechnology بالتبادل مع مصطلح علم التقانة الحيوية النانوية Nanobiotechnology، على الرغم من وجود تمييزٍ في بعض الأأوقات بين المصطلحين. فلو تم التمييز فيما بين المصطلحين، فسنجد أن التقانة الحيوية النانوية غالبًا ما تشير إلى استخدام التقانة النانوية لتحقيق المزيد من الأهداف في مجال التقانة الحيوية، في حين يستخدم مصطلح التقانة النانوية الحيوية ربما يشير إلى أي تداخلٍ مشتركٍ قد يوجد بين علم الأحياء والتقانة النانوية، ومنها استخدام الجزيئات الحيوية كجزءٍ أو مصدر إلهامٍ عند تصنيع الأجهزة تكنولوجية النانوية.
فعلم التقانة الحيوية النانوية يتمثل في ذلك الفرع الذي يهتم بدراسة وتطبيقات الأنشطة الحيوية والبيوكيميائية لعناصر الطبيعة بهدف تصنيع الأجهزة الجديدة ومنها المستشعرات الحيوية biosensors.
وغالبًا ما يستخدم مصطلح علم التقانة الحيوية النانوية لوصف التداخل بين الأنشطة متعددة الأنظمة والمرتبطة بالمستشعرات الحيوية – خاصةً حيث تتلاقى كلٌ من علوم الضوئيات photonics، الكيمياء chemistry، علم الأحياء biology، الفيزياء الحيوية biophysics، طب النانو nanomedicine وهندسة engineering. ومثال آخر لذلك يتمثل في القياس في علم الأحياء باستخدام أساليب مرشد الموجة waveguide ومنها التداخل ثنائي الاستقطاب.

## أمثلة
وتشمل إحدى أمثلة أبحاث التقانة الحيوية النانوية الكرات النانوية والمطلية بالبوليمرات الفلورية fluorescent polymers. وهنا يسعى الباحثون إلى تصميم المبلمرات والتي يرتوي فلويسنتها عندما تقابل زيئات معينة. حيث أن المبلمرات المختلفة تكشف عن وجود النواتج الأيضية المختلفة different metabolites. ومن ثم قد تصبح الكرات المطلية بالبوليمر جزءً من معايراتٍ حيويةٍ جديدةٍ، وهذه التقنية قد تؤدي في المستقبل إلى الجسيمات التي قد تُحقن داخل الجسم البشري لتتبع الآيضات المصاحبة لوجود الأورام والمشكلات الصحية المختلفة. وتعد المواد المصنعة وفقًا للتقانة الحيوية النانوية جديدة نسبيًا على الهيئات الطبية والاستهلاكية والمؤسسية.

## نمذجة الجسيم النانوي المضاد الكمبيوترية
ولعملية الاقتران فيما بين الأجسام المضادة والجسيمات النانوية، ذات قوة الانجذاب العالية فيما بينهم والخصوصية كذلك من خلال نماذج التعرف للمستقبل – الليجند، أهميةٌ قصوى في تطوير المركبات vehicles المستخدمة في تشخيص وعلاج السرطان والأمراض المختلفة، بالإضافة إلى تطبيق استخدام المستشعرات الحيوية النانوية لتشخيص الأمراض المناعية...إلخ. ونتجت المركبات النانوية الحيوية والتي تم تشكيلها بواسطة استخدام المواد النانوية الصناعية (منها الجسيمات النانوية) مع كيان حيوي ما (على سبيل المثال الجسيم المضاد) من خلال تشكيل الرابطة التساهمية المبنية على خصائصها الكيميائية الخاصة والبنائية التركيبية كذلك ومنها الذوبان في الماء والتوافق الحيوي والتحلل الحيوي كذلك. هذا بالإضافة إلى وجود حاجة إلى فهم شامل للعلاقة الخاصة بالملامح الحرارية الديناميكية والحركية لترابطات الجسيم المضاد والغشاء، التنقلات المتعدية الدوارة للجسيمات المضادة المرتبطة بالغشاء، التفاعلات مع سطح الخلية المتعددة، الجزيئات الدوارة والجزيئات النانوية الصناعية الأخرى وكذلك عملية التشكل أو التعديل. ولهذه التفاصيل أهميتها في تطوير وتطبيق الأجهزة النانوية التشخيصية للأمراض المناعية. ويمثل ارتباط الجسيم المضاد مع أسطح الخلية حدثًا جزيئيًا حيويًا في آليات الجهاز المناعي التي تتوسطها الأجسام المضادة ومنها عملية البلعمة phagocytosis، وهي إحدى عملية الجهاز المناعي القائمة على الأجسام المضادة القائمة على الخلايا السامة المتوسطة للخلايا.
في حين لوحظ مؤخرًا وجود بعض البروتينات الطبيعية والأجسام المضادة التي لها القدرة على التعرف على الجسيمات النانوية الخاصة. وعلى سبيل المثال، جسمًا مضادًا من الجهاز المناعي للفأر له القدرة على التعرف على فوليرينات C19 الثانوية المشتقة ذات تقاربٍ ملزمٍ يصل إلى نحو 25 نانومتر. وقد افترضت الدراسات التي أجراها نوون وآخرون أن موقع الفولرين يتكون ويتشكل على واجهة التفاعل للسلاسل الخفيفة والثقيلة والمصطفة مع مجموعة من بقايا الأحماض الأمينية تكميلية الشكل الكارهة للماء shape-complementary hydrophobic amino acid residues. ولا تحتل التعديلات التساهمية للفوليرينات الوظيفية سوى مساحةٍ صغيرةٍ من مساحة سطح الجسيم، حيث تكون المساحة الأكبر من السطع والغير محتلة حرةً لتتفاعل مع الجسم المضاد. ومن ثم، وللحصول على فهمٍ أعمقٍ للتفاعلات التفصيلية فيما بين الجسميات النانوية والجسم المضاد، يتم تنفيذ محاكاة ديناميكا جزيئية باستخدام محاكاة الديناميكا الجزيئية، ويعد الهدف من وراء دراسات تلك النماذج النظرية هو القدرة على التعرف على الطرق المفضلة بقوة للإلزام والربط.
ولدراسة النمذجة، يمكن الحصول على الإحداثيات المبدئية للجسم المضاد من بنك بيانات البروتين Protein Data Bank.
وتكون الافتراضات الأولى، كتقديرٍ تقريبيٍ، خلال دراسة النمذجة هي أن المشتقات المائية لا تلعب دورًا حاسمًا في تفاعلات الجسم المضاد – والمواد النانوية المسعورة وأن التركيب الإلكتروني يبقى هادئًا خلال عملية الاقتران. في حين أفادت الدراسات الأدبية التي أجريت مسبقًا أن الجسيم النانوي يرسو ويستقر داخل موقع إلزام مقترح. وقد استخدمت هنا كلٌ من وظيفة الهيدروجين القطبي المحتملة أو المتوقعة Polar-hydrogen potential function (PARAM19) ونموذج المحلول المائي المعدل TIP3P. [1].
وتشتمل عملية المحاكاة ل300 خطوة تقريبًا من التصغير، باستخدام طريقة (خوارزمية) نيوتن - رافسون Newton Raphson method الفعالة. ولتقليل وقت المحاكاة الضروري، يتم استخدام طريقة عالية الكفاءة لمحاكاة التفاعلات المتمركزة في الموقع الفعال للبروتين، والمتمثلة في الديناميكا الجزيئية الحدودية العشوائية stochastic boundary molecular dynamics (SBMD). هذا ويتم اختيار النقطة المرجعية لتقسيم النظام في طريقة SBMD لتكون قريبة من مركز المواد النانوية، والمفترض أن تكون موحدة ومتسقة المجال. ويمكن افتراض أن النظام الحيوي النانوي المعقد منفصل إلى خزانٍ كرويٍ ومناطق تفاعلٍ؛ في حين يتم تقسيم الأخير إلى منطقة تفاعلٍ ومنطقة عازلة. هذا بالإضافة إلى أن الذرات في منطقة التفاعل تنتشر بواسطة الديناميكا الجزيئية، بينما الذرات الموجودة بالمنطقة العازلة والتي تتضمن ديناميكا لانجفان Langevin dynamics، يتم الاحتفاظ بها باستخدام قوى الاستعادة المتناسقة.

## وصلات خارجية
- مركز دمج الطب والتقنية المستحدثة
- التقانة الحيوية النانوية في أوروبا وما ورائها ومشروع NACBO
- مقالات إخبارية وبحثية في مجال التقانة الحيوية النانوية
- مجلة القتانة الحيوية النانوية
- معهد التقانة الحيوية النانوية بجامعة جونز هوبكنز
- مركز التقانة الحيوية النانوية بكورنيل
- دراسة عن بعد في مجال التقانة الحيوية النانوية
- برنامج للتعلم الإلكتروني في مجال التقانة الحيوية النانوية وتطبيقاته الطبية
- موقع «الروبوتات النانوية الحيوية» الإلكتروني نسخة محفوظة 20 سبتمبر 2010 على موقع واي باك مشين.
- نانو ويكي بالجامعة النرويجية للعلوم والتكنولوجيا NTNU
- مركز CAN للتشغيل الآلي في مجال التقانة الحيوية النانوية
- رابطة نيويورك للتقانة الحيوية
- مركز هندسة عملية التقانة الحيوية نسخة محفوظة 17 فبراير 2010 على موقع واي باك مشين.
- التقانة الحيوية النانوية في جامعة تيسيدي[وصلة مكسورة]
- موقع «فهم النانو» الإلكتروني